# Fasanerie-Nord

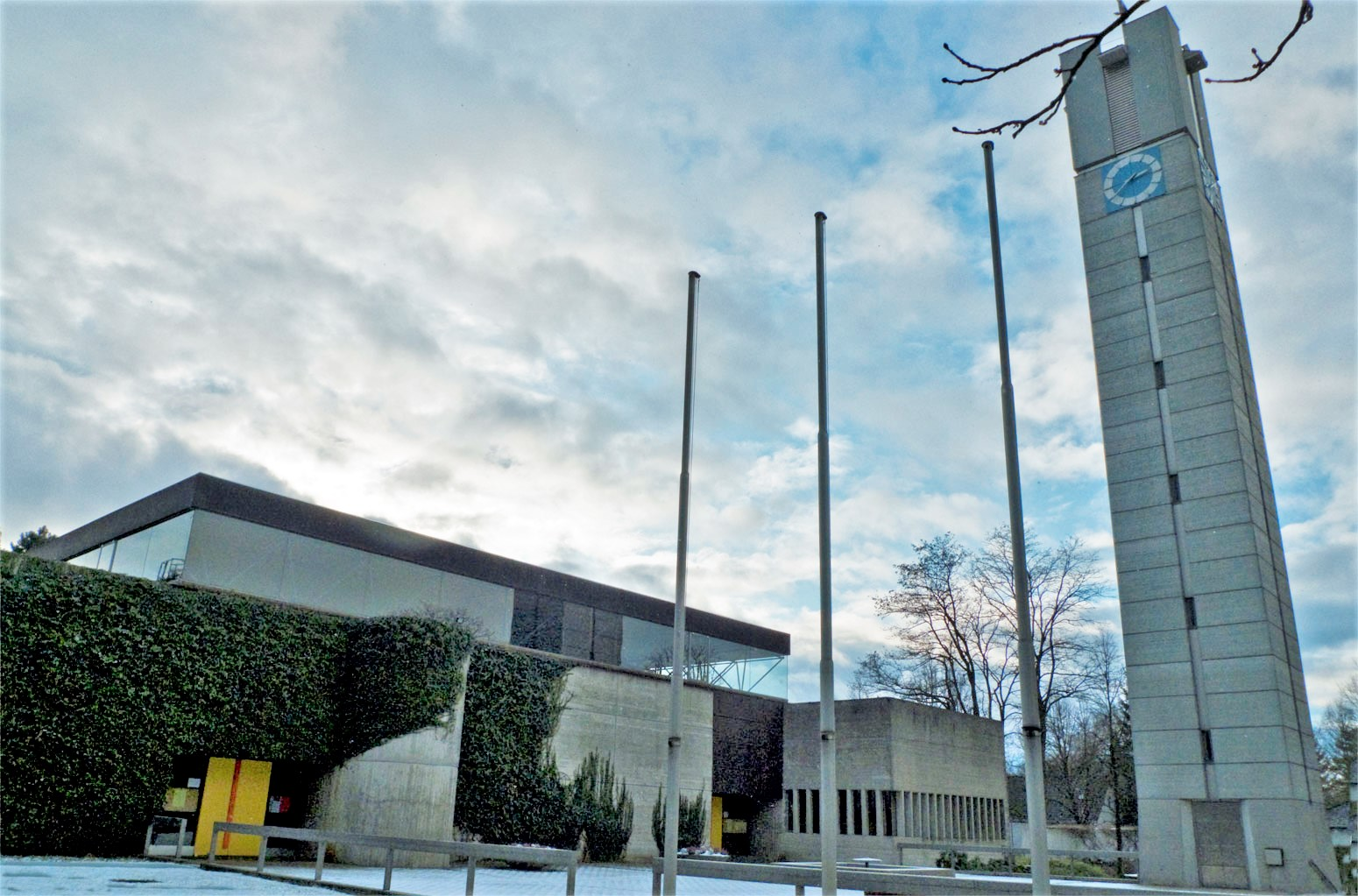
St. Christoph an der Ecke Am Blütenanger / Feldmochinger Straße

Die Fasanerie-Nord ist ein Wohnviertel im Münchner Bezirksteil Lerchenau West im Bezirk Feldmoching-Hasenbergl.

## Name

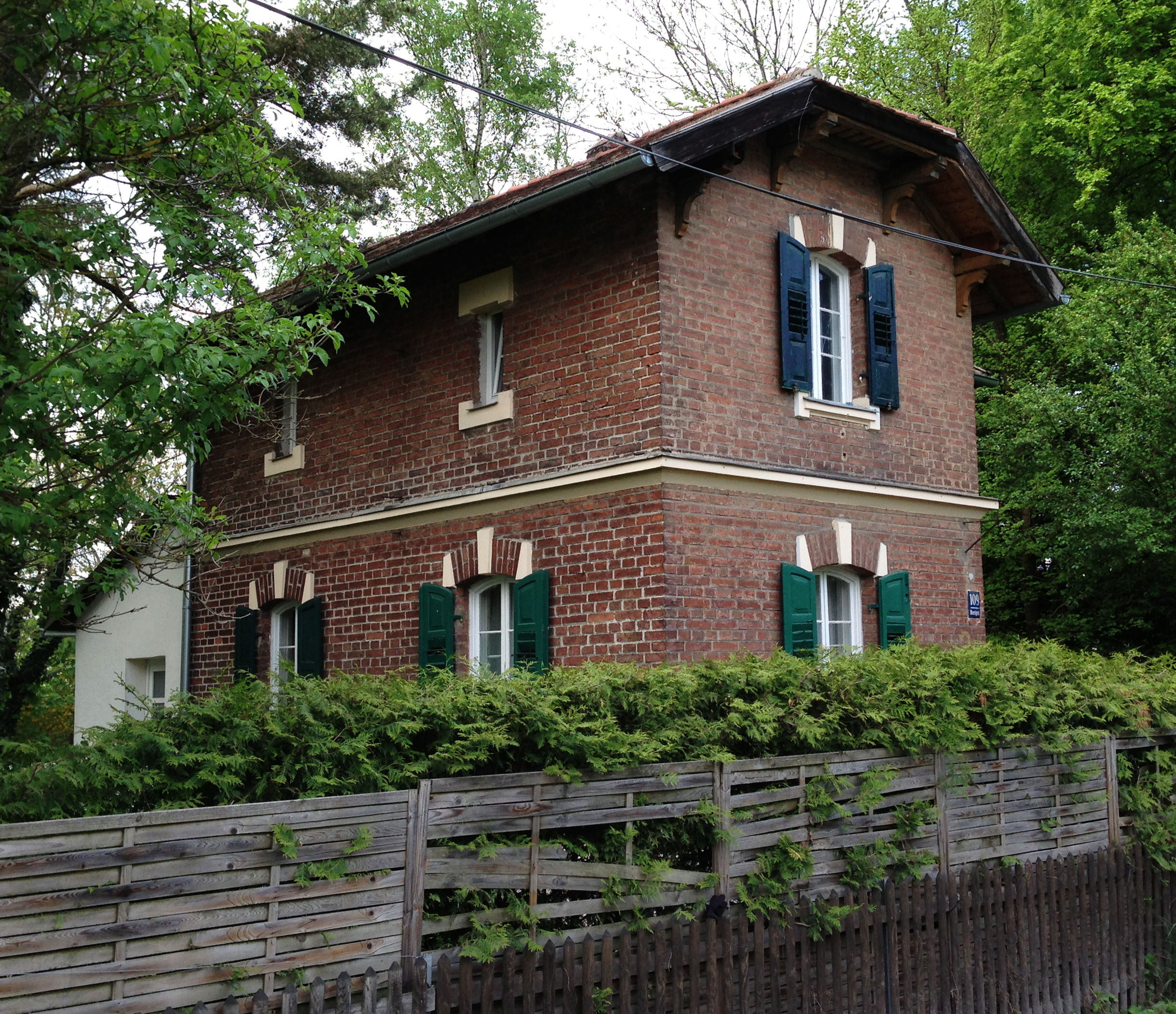
Ehemaliges Bahnwärterhaus in der Borsigstraße 109

1921 erhielt die „Kolonie Fasanerie“ die amtliche Ortsbezeichnung „Fasanerie-Nord“. Dennoch wird die Fasanerie-Nord oft nur als Fasanerie bezeichnet. Dies kann jedoch zu Verwechslungen mit dem im Münchner Stadtbezirk Obergiesing-Fasangarten liegenden Fasangarten führen, außerdem mit dem Biergarten Fasanerie im südlich von Moosach gelegenen Hartmannshofer Park oder der Fasaneriestraße in Neuhausen-Nymphenburg. Der Name Fasanerie-Nord wird von einigen dort ansässigen Vereinen geführt.

## Geographische Lage
Die Fasanerie-Nord erstreckt sich etwa 1,5 Kilometer von der Feldmochinger Straße und dem S-Bahn-Haltepunkt Fasanerie nach Westen Richtung Ludwigsfeld. Im Norden liegt Feldmoching, im Nordosten der Fasaneriesee, im Osten die Siedlung am Lerchenauer See, im Süden das Gelände des Rangierbahnhofs München Nord und Moosach. Mitten in der Fasanerie-Nord liegt das Amphibienbiotop Fasanerie.

## Geschichte

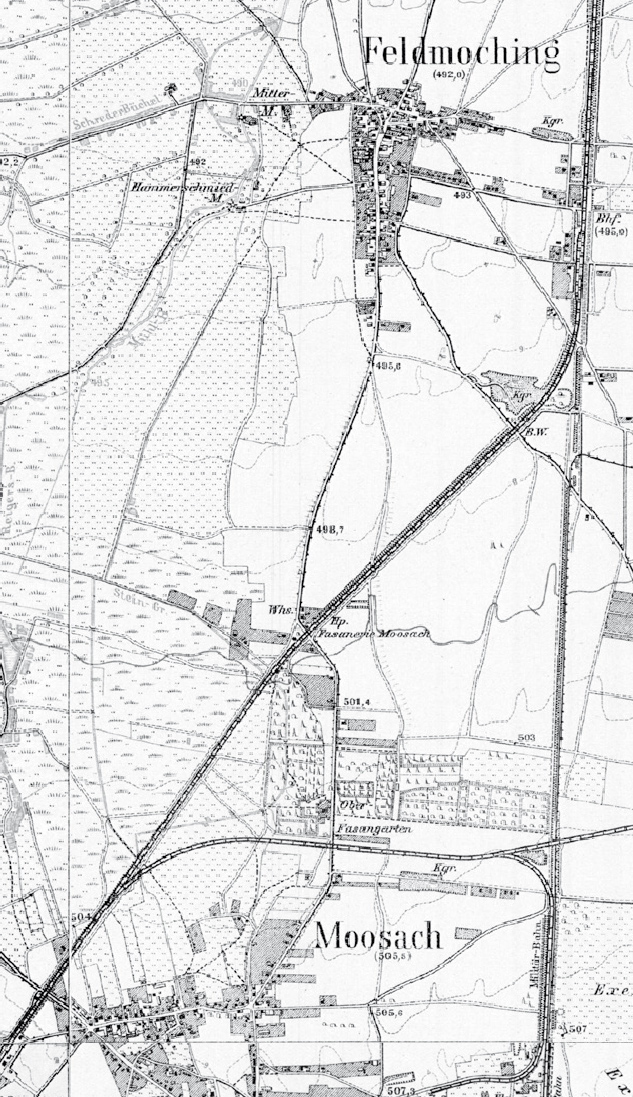
Der Obere Fasangarten zwischen Feldmoching und Moosach 1910

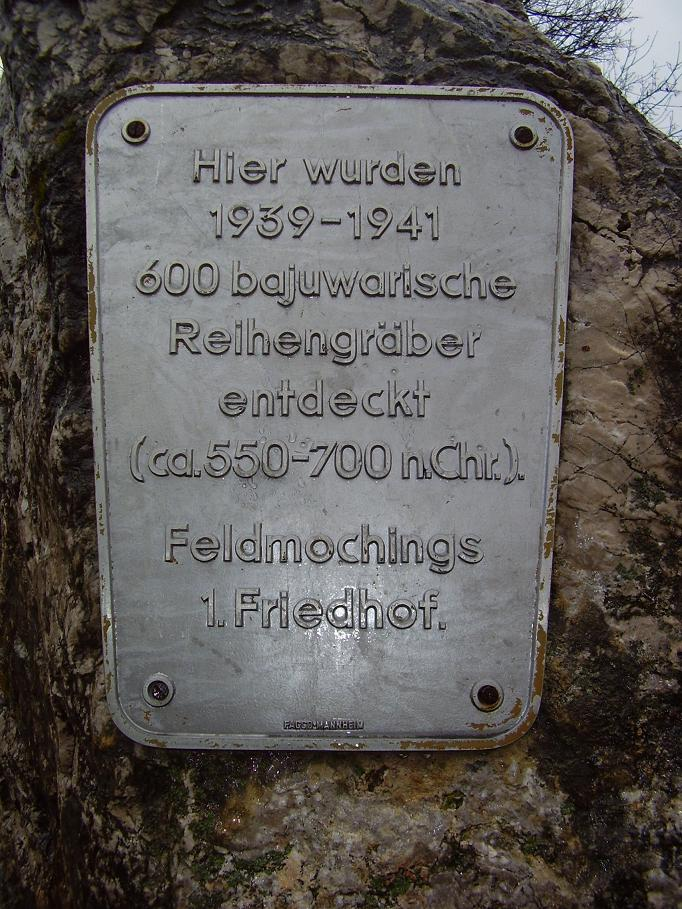
Feldmochings erster Friedhof (am Fasaneriesee)

Am Nordrand des Fasaneriesees befinden sich etwa 600 bajuwarische Reihengräber, die vermutlich aus der Zeit zwischen den Jahren 550 und 700 stammen. Sie wurden 1939–1941 entdeckt, als an dieser Stelle Kies für den Bau des damals geplanten Rangierbahnhof München-Nord entnommen wurde. 
Im Jahr 1596 errichtete Herzog Wilhelm V., noch bevor er das unweit gelegene Alte Schloss Schleißheim erbaute, zwischen Moosach und Feldmoching eine Fasanerie. Sie wurde 1698 unter Kurfürst Max Emanuel ausgebaut und später zur Unterscheidung von weiteren wittelsbachischen Fasanerien als Oberer Fasangarten bzw. als Obere Fasanerie bezeichnet. Das zugehörige Waldgebiet entwickelte sich zu einem beliebten Ausflugsort. Der Obere Fasangarten lag südöstlich der heutigen Fasanerie-Nord, zwischen der Bahnstrecke München–Regensburg und der Lassallestraße, auf der Brachfläche der heutigen Siedlung am Lerchenauer See und des Rangierbahnhofs.

### Kolonie Fasanerie
1896 richteten die Königlich Bayerischen Staatseisenbahnen an einem Schrankenposten der 1892 in Betrieb genommenen Bahnstrecke München–Regensburg den Haltepunkt Fasanerie Moosach für den Vorortverkehr ein. Unweit des Bahnübergangs errichtete der Gärtner Hans Aschauer 1897 das erste Haus in der „Kolonie Fasanerie“, das jedoch schon ein Jahr später versteigert wurde. Danach erbaute er sich ein Haus an der heutigen Schneeglöckchenstraße, westlich der Bahnstrecke. Nachdem 1896 die „Genossenschaft zur Entwässerung der Mooswiesen in der Fasanerie zwischen Moosach und Feldmoching“ mit der Entwässerung der umliegenden Mooswiesen und der Tieferlegung des Steingrabens und des Reigersbachs begonnen hatte, wurden Bebauungspläne erstellt und Straßen gebaut. Ab 1910 folgte eine verstärkte Besiedlung beiderseits der Gemeindegrenze zwischen Moosach und Feldmoching. 1912 umfasste die Siedlung 43 Anwesen mit rund 300 Einwohnern. 1913 wurde für den geplanten Bau der St.-Christoph-Kirche der „Kirchenbauverein St. Christoph Fasanerie-Nord e. V.“ gegründet. Der Schutzheilige wurde gewählt, weil schon damals zahlreiche Gärtner in der Fasanerie lebten. Nachdem die Siedlung im Jahr 1920 bereits 600 Einwohner hatte, erhielt sie 1921 den amtlichen Ortsnamen „Fasanerie-Nord“. In den Jahren 1935 bis 1937 wurde die Siedlung im Bereich Feldmochinger-, Weißdorn-, Sachsenspiegel- und Schwabenspiegelstraße gebaut. 1937 hatte die Fasanerie-Nord 1386 Einwohner.
Mit Wirkung vom 1. April 1938 wurde die Fasanerie-Nord zusammen mit der Gemeinde Feldmoching nach München eingemeindet. Kurz danach verlor die Fasanerie-Nord durch den Bau des Rangierbahnhofs, der an der Grenze zwischen Feldmoching und Moosach verlief, den Südteil ihrer Gemarkung an die Deutsche Reichsbahn. An der Kiesentnahmestelle 9 entstand der Fasaneriesee, der nach dem Zweiten Weltkrieg ein beliebter Badesee wurde.
Seit 1972 ist der Haltepunkt Fasanerie eine Station der S-Bahn München. 1977 wurde der Fußball-Club Fasanerie-Nord e. V gegründet, 2009 der Verein Interessengemeinschaft Fasanerie aktiv e. V.
Die Fasanerie ist ein Ort der Kulturgeschichtspfade in München.

## Verkehr

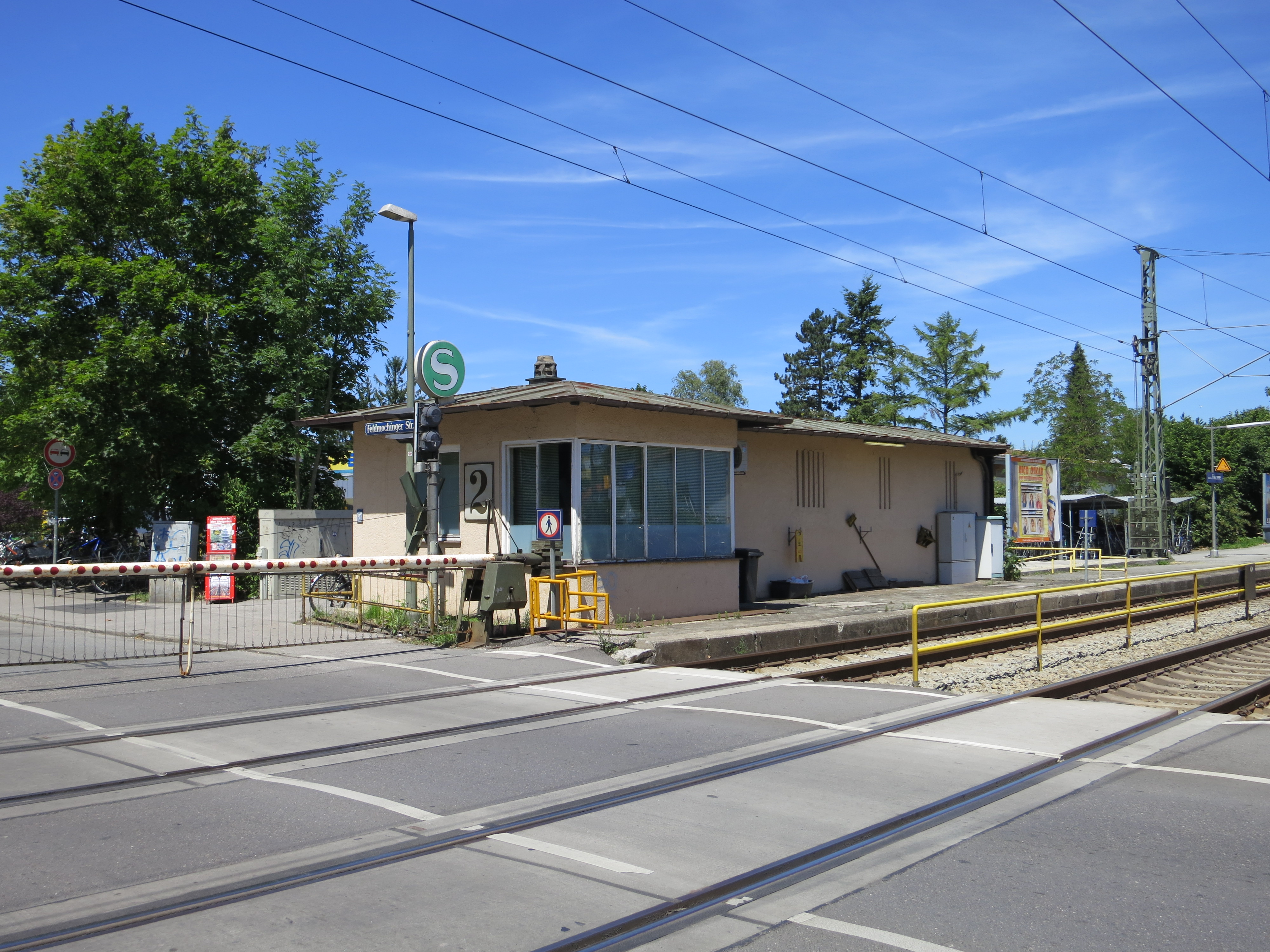
Bahnübergang mit dem Gebäude des Schrankenpostens

Während der Hauptteil der Fasanerie-Nord von Nebenstraßen geprägt ist, wird sie im Osten von der Durchgangsstraße Feldmochinger Straße und die Bahnstrecke München–Regensburg durchschnitten. An einem wärterbedienten Bahnübergang überquert die Feldmochinger Straße die Bahnstrecke direkt vor dem S-Bahn-Haltepunkt Fasanerie, was zu täglichen Staus führt.
Am S-Bahn-Haltepunkt Fasanerie hält auch die Buslinie 175, die dann mit mehreren Halten durch die gesamte Fasanerie-Nord bis zur Endhaltestelle Campingplatz Ludwigsfeld fährt.

## Sehenswürdigkeiten
- Alte St. Christoph-Kirche an der Pfarrer-Himmler-Straße 3, erbaut 1926/27
- Neue St.-Christoph-Kirche Am Blütenanger, errichtet 1970/71

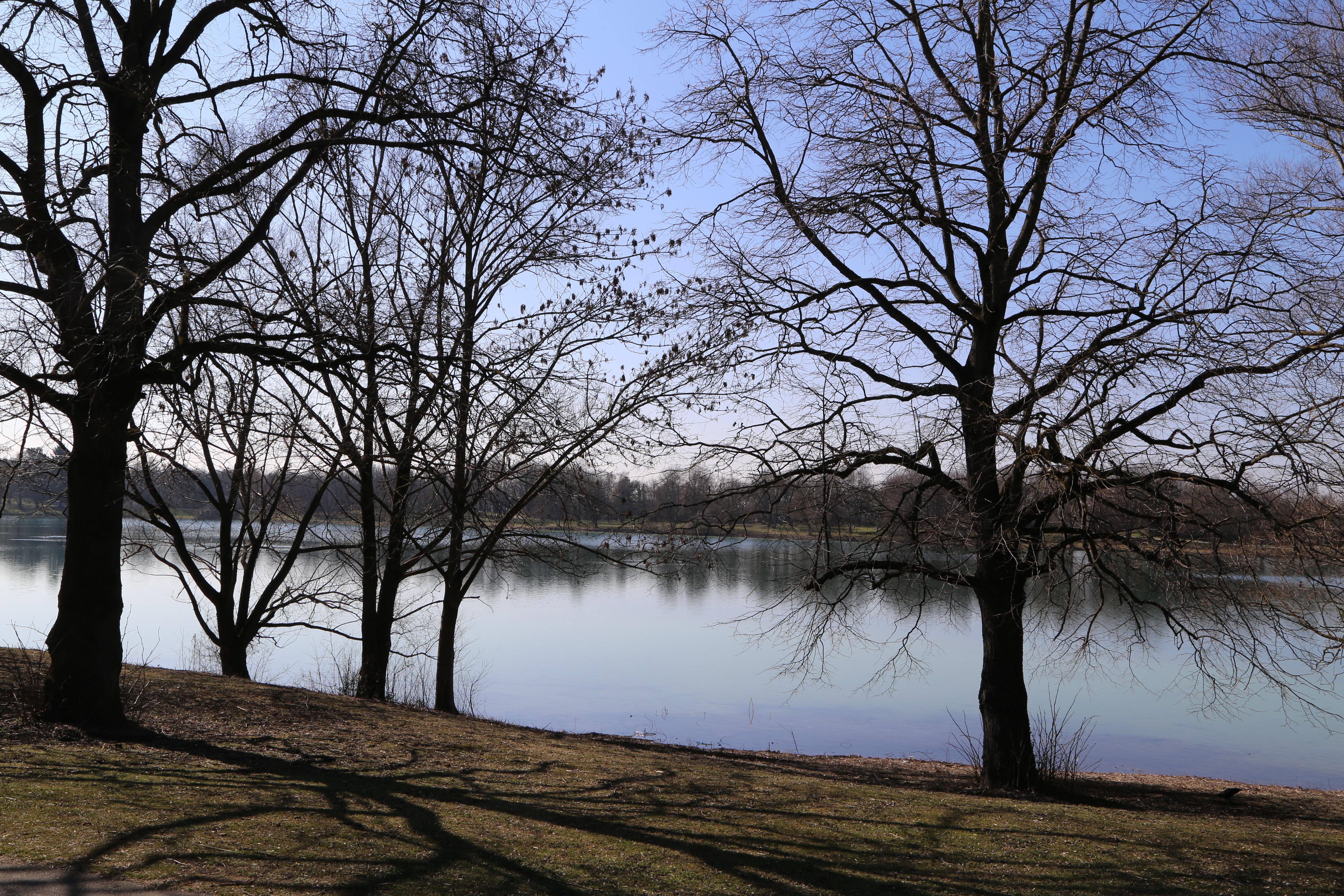
Fasaneriesee
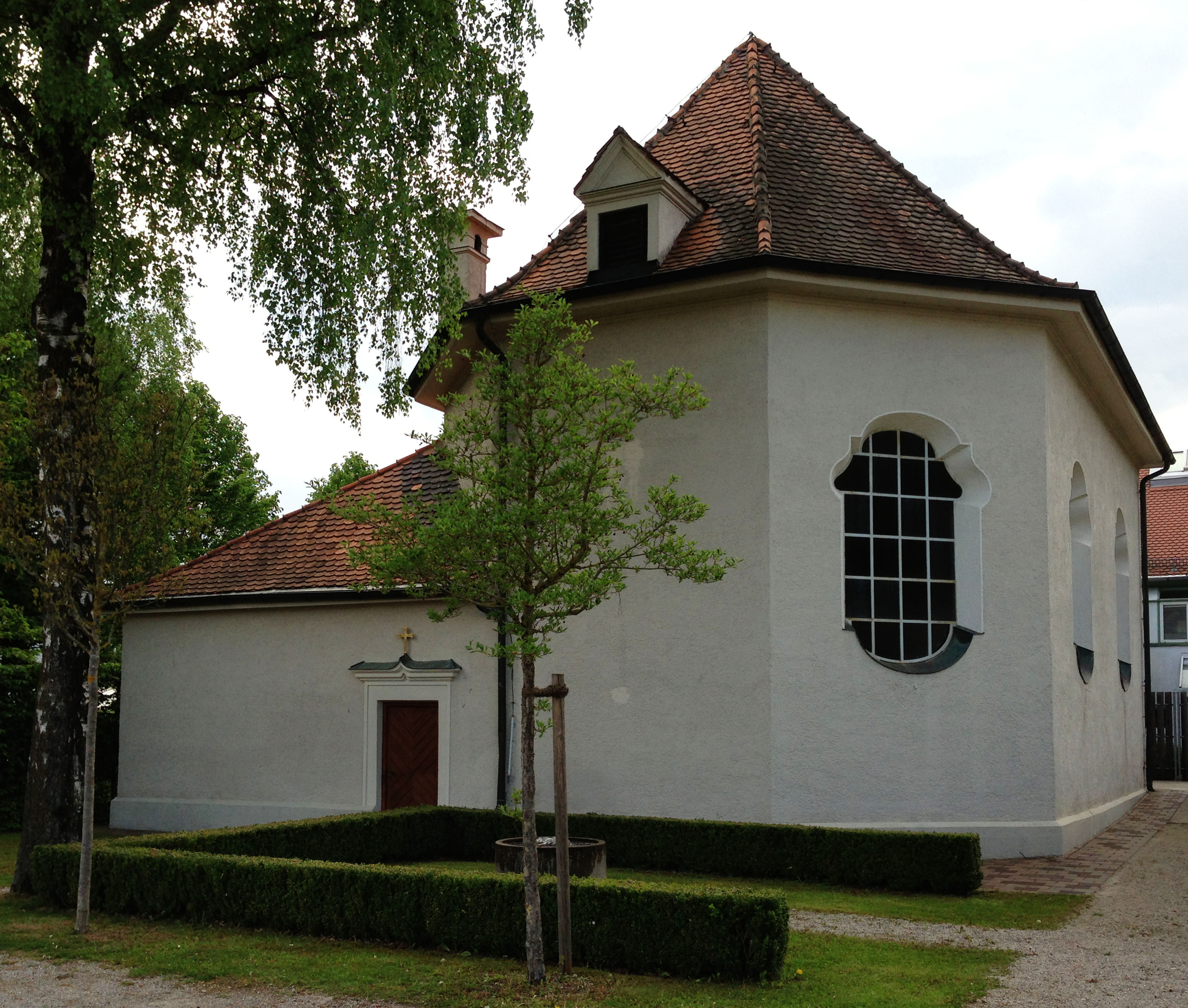
Alte St. Christoph-Kirche
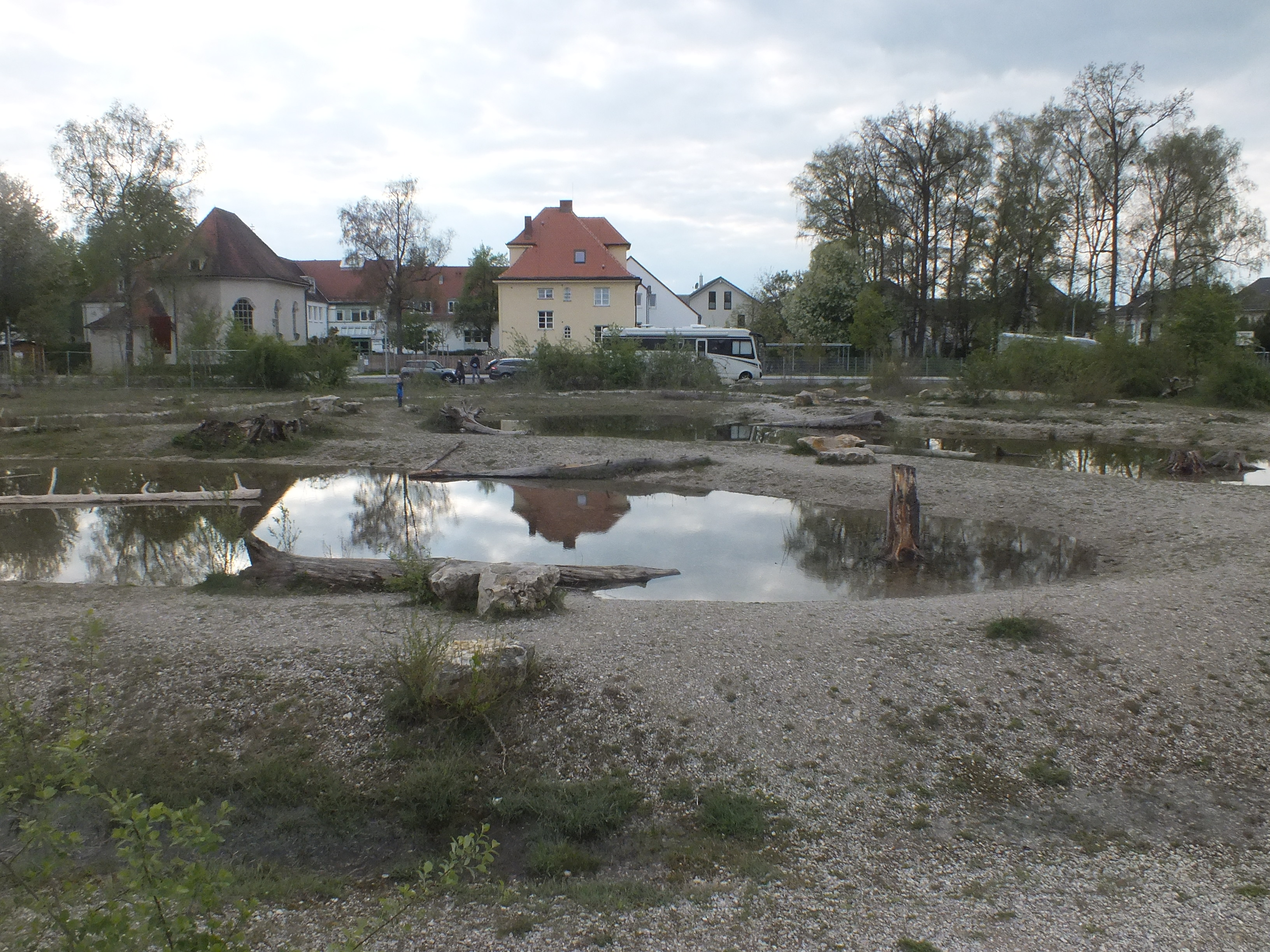
Amphibienbiotop Fasanerie
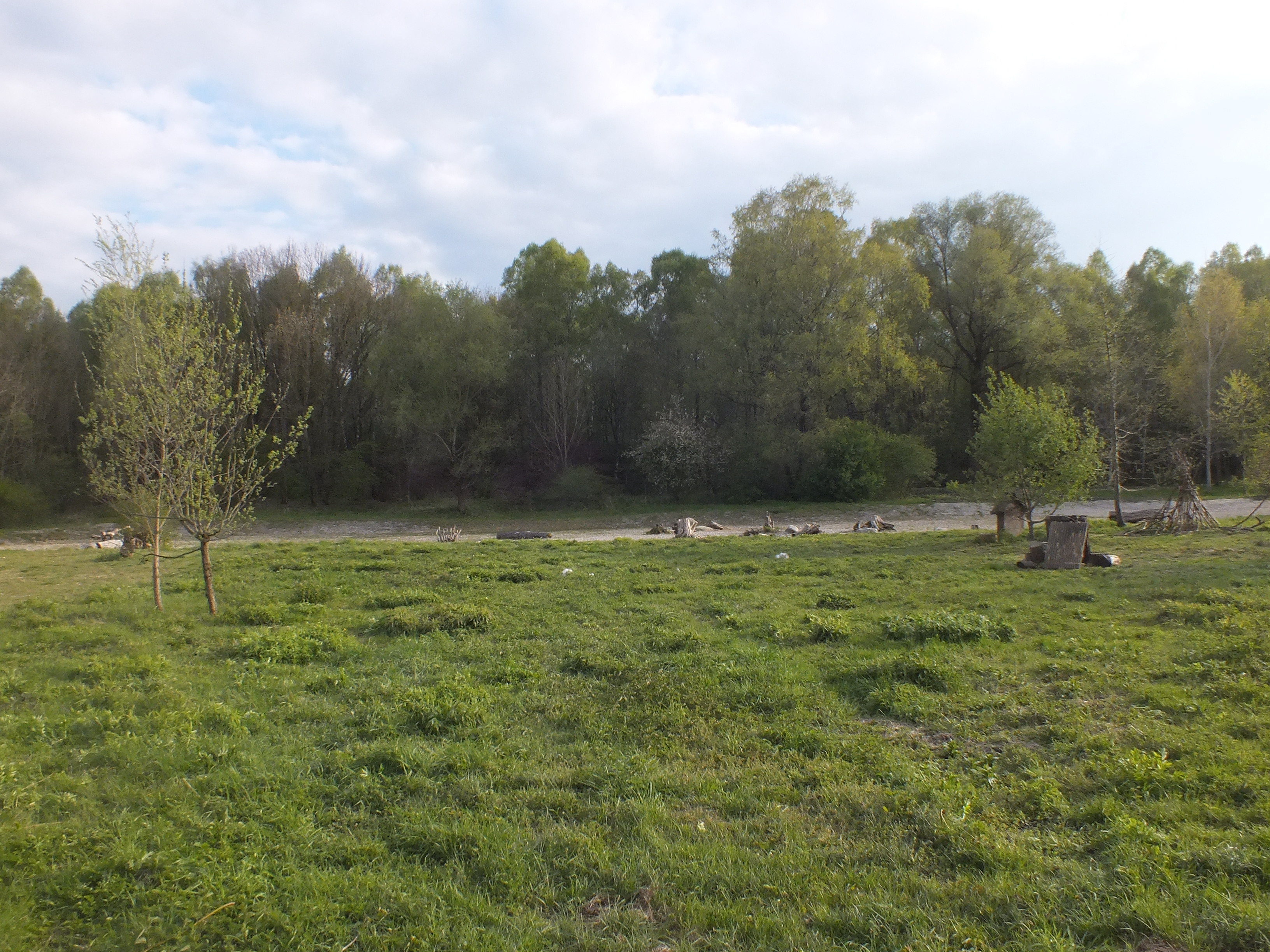
Amphibienbiotop südlich des Skabiosenplatzes

## Persönlichkeiten
- Gerhard Sterr (1933–2011), Künstler und Bandleader, lebte in der Fasanerie-Nord
- Mandy Winter, Sängerin, wuchs in der Fasanerie-Nord auf